# Kullorsuaq
Kullorsuaq är en by i Qaasuitsup kommun i Norra Grönland. Den ligger på en ö med samma namn, och har cirka 457 invånare (2015). Kullorsuaq betyder "stor tumme", och namnet kommer av ett brant berg, Djævelens Tommelfinger, som ser ut som en tumme.
Jakt och fiske är de viktigaste näringarna, och till bytesdjuren räknas säl, narval, vitval, valross och isbjörn. 
Ungefär fyra kilometer nordväst om ön Kullorsuaq ligger den lilla obebodda ön Björling Ø (del av ögruppen Careyöarna), som fått namn efter den svenske forskningsresanden Alfred Björling. 
Filmen Resan till Grönland, regisserad av Sébastien Betbeder som hade premiär 2016, utspelar sig huvudsakligen i Kullorsuaq. 

Kullorsuaq läge i Upernavik skärgård.